# فابيان غونزاليس
فابيان غونزاليس (بالإسبانية: Fabián González)‏ هو لاعب جمباز فني إسباني، ولد في 8 مايو 1992 في ميورقة في إسبانيا.

## وصلات خارجية
- فابيان غونزاليس على موقع الاتحاد الدولي للجمباز (biography) (الإنجليزية)
- فابيان غونزاليس على موقع اللجنة الأولمبية الدولية (الإنجليزية)
- فابيان غونزاليس على موقع أوليمبيديا (الإنجليزية)